# Propebela mitrata
Propebela mitrata é uma espécie de gastrópode do gênero Propebela, pertencente a família Mangeliidae.